# Mont-Sainte-Anne
Mont-Sainte-Anne è una montagna e una stazione sciistica canadese, situata nel territorio di Beaupré, 40 chilometri a nord di Québec. La montagna ha un'altitudine di 800 metri, con un dislivello di 625 metri. Sono presenti 66 piste da sci per un totale di 69 chilometri, disposte su tre versanti della montagna; 17 di queste (15 chilometri) sono attrezzate con impianti di illuminazione per l'utilizzo in notturna. L'innevamento naturale sulla vetta è mediamente di 475 centimetri. Mont-Sainte-Anne ha ospitato numerose gare di Coppa del mondo di sci alpino.